# Jan Seklucjan

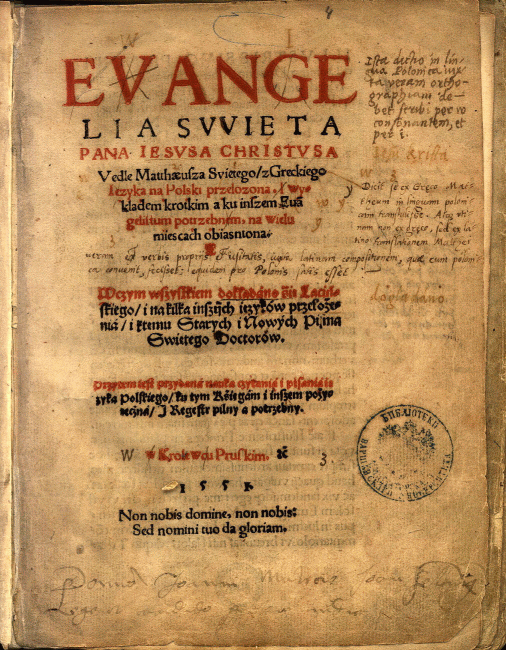
Strona tytułowa Ewangelii Mateusza w tłumaczeniu S. Murzynowskiego wydanej przez Seklucjana.

Jan Seklucjan inne formy nazwiska: Jan z Siekluk, Seclucian, Seclucianus, Sekluczian (według A. Brücknera – Sieklucki), zwany też: Joannes Baccalarius, krypt.: J. S., przezwisko: Ceclucian – od łacińskiego caecus = ślepy (ur. pomiędzy 1510 i 1515, zm. 1 połowa 1578) – polski działacz i pisarz reformacyjny, teolog i pastor luterański, drukarz, tłumacz, księgarz, nakładca, wydawca i propagator ewangelickiej literatury religijnej w języku polskim. W 1603 roku jako autor trafił do pierwszego polskiego Indeksu Ksiąg Zakazanych powstałego z inicjatywy biskupa Bernarda Maciejowskiego.

## Życiorys
Urodził się przypuszczalnie w Sieklukach koło Radomia lub w miejscowości o tej samej nazwie w Wielkopolsce. Po odbyciu studiów w Lipsku przyjechał około 1538 do Poznania, gdzie do 1543 był kaznodzieją luterańskim, jednak zagrożony jako „heretyk” karą sądu biskupiego, uciekł w 1544 do Królewca, pod opiekę protektora luteranizmu – księcia Albrechta. Tam rozpoczął działalność jako drukarz i propagator polskiej ewangelickiej literatury religijnej. Opiekował się także parafią w kościele na Steindamm (niem. Steindammer Kirche), która skupiała Polaków ewangelików, zarówno miejscowych, jak i przybyszów. Od czasów poznańskich współpracował z ks. Andrzejem Samuelem.

## Twórczość
Zajmował się głównie tłumaczeniami. W 1545 opublikował pierwszy polski katechizm, oparty na „Małym katechizmie” Lutra i inne katechizmy luterańskie, wznowiony w 1547. W 1547 wydał kancjonał „Pieśni duchowne a nabożne”, zawierający 35 pieśni religijnych, w tym 8 autorstwa Lutra. W 1556 wydał „Postyllę Domową”. W 1554 ukazało się pierwsze tłumaczenie Nowego Testamentu z greki na język polski, które nie było samodzielną pracą Seklucjana (współpracował z nim Stanisław Murzynowski) i od 1563 zostało zastąpione przez znacznie bardziej wartościową Biblię brzeską. Napisał: Student. Rozprawa krótka a prosta o niktórych ceremonijach i ustawach kościelnych. Tłumaczył także na język niemiecki dzieła Mikołaja Reja.

### Ważniejsze utwory
- Wyznanie wiary chrześcijańskiej (prawdopodobnie Królewiec 1544, drukarnia J. Weinreich), fragmenty pt. Summa przysiąg ogł. I. Warmiński Andrzej Samuel i Jan Seklucjan, Poznań 1906, s. 507–509; unikat: Biblioteka Miejska w Gdańsku (przeciw Wyznaniu wiary... wystąpił Stanisław ze Lwowa Apologia, to jest obronienie wiary świętej krześciańskiej kościoła pospolitego przeciw naukom kacerskim, Kraków 1554)
- Katechizmu tekst prosty dla prostego ludu, Królewiec 1545, drukarnia J. Weinreich; przedr.: F.W. Neumann „Studien zum polnischen frühreformatorischen Schrifttum. Erster Teil: Die Katechismen...”, Lipsk 1941, Slavisch-Baltische Quellen u. Forschungen, zeszyt 11; S. Rospond Druki mazurskie XVI w., Olsztyn 1948 (tzw. Katechizm mniejszy, wzorowany na małym katechizmie F. Melanchtona Handbüchlein, wie man die Kinder zu der Geschrift und Lere halten soll, Wittenberga 1524, lub na dziele M. Lutra Enchiridion piarum precationum, Wittenberga 1529 – wyd. Katechizmu... zapoczątkowało polemikę na temat poprawności języka z J. Sandeckim-Maleckim)
- Catechismus, to jest nauka naprzedniejsza i potrzebniejsza ku zbawieniu, o wierze krześciańskiej, Królewiec 1547, drukarnia J. Weinreich, wyd. następne: pt. Catechismus, to jest krótka a prosta (starej wiary chrześciańskiej) nauka... K temu przydana krótka nauka czytania i pisania. Item Oeconomia albo nauka wszelkiego stanu ludziąm potrzebna z Pisma Świętego, Królewiec 1549 (antedat. 1548); pt. Catechismus. to jest dziecinna a prosta nauka chrześciańskiej wiary, którą chrześciański człowiek powinien wiedzieć i umieć... Przydana też jest na ostatku Oeconomia każdemu człowiekowi przynależąca, Królewiec 1568, drukarnia J. Daubmann; dedykację pierwszej edycji Stanisławowi Kieżgałowi oraz „Do czytelnika upominanie” – przedr. I. Chrzanowski, S. Kot Humanizm i reformacja w Polsce, Lwów 1927; „Do czytelnika upominanie” przedr. W. Kochański „Poezja Mazur i Warmii. Antologia”, Warszawa 1948, Biblioteka Ziem Odzyskanych nr 8; unikaty: wyd. 1 Biblioteka Czartoryskich; wyd. 2 Biblioteka Uniwersytetu Warszawskiego; wyd. 3 Biblioteka Kórnicka (tzw. Katechizm większy; przeciw niemu wystąpił Stanisław ze Lwowa dziełkiem Apologia, to jest obronienie wiary świętej krześciańskiej kościoła pospolitego przeciw naukom kacerskim, Kraków 1554)
- Trzy pieśni w: Pieśni duchowne a nabożne, fragmenty przedr. W. Kochański „Poezja Mazur i Warmii. Antologia”, Warszawa 1948, Biblioteka Ziem Odzyskanych nr 8
- Rozmowa o pogrzebie krześciańskim i papieskim, Królewiec 1547, zaginiona (odpowiedzią ze strony katolickiej jest Stanisława Morawickiego ze Szczodrkowic Rozmowa nowa niektórego Pielgrzyma z Gospodarzem o niektórych cerymoniach kościelnych, Kraków 1549)
- Rozprawa krótka a prosta o niektórych ceremoniach a ustawach kościelnych (dialog wierszowany), powst. około 1545, wyd.: Królewiec około 1549, drukarnia J. Weinreich; ocalały fragment przedr. Z. Celichowski Trzy nieznane dialogi z wieku XVI, Poznań 1899; fragmenty przedr. W. Kochański „Poezja Mazur i Warmii. Antologia”, Warszawa 1948, Biblioteka Ziem Odzyskanych nr 8 (autorstwo udowadniali I. Warmiński i S. Rospond; według Z. Celichowskiego, a za nim M. Janika, autorem był prawdopodobnie M. Rej, czemu przeczyli A. Brückner i W. Bruchnalski), fragm. druku: Biblioteka Kórnicka, sygn. Cim. O. 282 (przeciw rozprawie wystąpili: S. Morawicki Rozmowa nowa niektórego pielgrzyma z gospodarzem o niektórych ceremoniach kościelnych, Kraków 1549; Wit Korczewski Rozmowy polskie, łacińskim językiem przeplatane, Kraków 1553)
- „Pokusy szatańskie albo Rozmowa szatana z grzesznikiem”, wyd. Królewiec około 1549, drukarnia J. Weinreich; ocalały fragment przedr. Z. Celichowski Trzy nieznane dialogi z wieku XVI, Poznań 1899; fragm. druku: Biblioteka Kórnicka, sygn. Cim. O. 281 (tytuł nadany przez Z. Celichowskiego; dialog wierszowany, wzorowany na Urbana Rhegiusa Gespräch zwischen dem Teufel und einem büssenden Sünder z roku 1532), autorstwo J. Seklucjana udowadniali I. Warmiński i S. Rospond; według Z. Celichowskiego, a za nim M. Janika, autorem był prawdopodobnie M. Rej, czemu przeczyli A. Brückner i W. Bruchnalski
- Napominanie (wiersz), przy: S. Murzynowski Historia żałosna a straszliwa o Franciszku Spierze..., Królewiec 1550, drukarnia A. Augezdecki, fascimile ogł. G. Zieliński Wiadomości Numizmatyczno-Archeologiczne 1896, s. 64–66
- Kilkanaście kazań w: Grzegorz Orszak Postylla polska domowa, Królewiec 1556, drukarnia A. Augezdecki; egzemplarze: Biblioteka Kórnicka; inny Biblioteka Uniwersytetu Warszawskiego (autorstwo G. Orszaka dla całości dzieła udowodnił S. Bodniak)

### Prace edytorskie
- Oeconomia albo Gospodarstwo. To jest nauka, jako się wszelki krześciański człowiek w gospodarstwie sprawować ma, Królewiec 1545, drukarnia J. Weinreich, przedr. Z. Celichowski, Kraków 1890[4], BPP nr 9; fragmenty przedr. J. Krzyżanowski Proza polska wczesnego Renesansu 1510-1550, Warszawa 1954 (autorem jest bliżej nieznany S. S. podpisany pod dedykacją; dziełko to różni się od Oeconomia... dodanej do tzw. Katechizmu większego z 1549; por. Catechismus...)
- Pieśni duchowne a nabożne, Królewiec 1547, drukarnia J. Weinreich, przedr. T. Wierzbowski, Warszawa 1897, Biblioteka Zapomnianych Poetów i Prozaików Polskich XV-XVIII w., zeszyt 8 (zbiór 35 pieśni zebranych z różnych źródeł, m.in. z M. Lutra Gesangbüchlein; 3 pieśni Seklucjan „sam uczinył”; por. Catechismus...), wyd. następne pt. Pieśni chrześciańskie, dawniejsze i nowe, których chrześciani (tak w kościele jako i doma) używać mają, Królewiec 1559, drukarnia J. Daubmann (2-częściowy, znacznie powiększony zbiór, zawiera 92 pieśni różnych autorów, m.in.: M. Reja, A. Trzecieskiego, J. Lubelczyka, B. Wojewódki i S. Zacjusza, a także dołączone nuty Wacława z Szamotuł i in.)
- M. Rej Kupiec, Królewiec 1549, drukarnia A. Augezdecki
- Narzekanie smutnej Matki Korony Polskiej, Królewiec 1549, egz. nieznane (według I. Warmińskiego nie był to utwór J. Seklucjana)
- Ewangelia Świętego Pana Jezusa Chrystusa wedle Mateusza Świętego... Przytem jest przydana nauka czytania i pisania języka polskiego, Królewiec 1551, unikat: Biblioteka Uniwersytetu Warszawskiego
- Testamentu Nowego część pierwsza... Przytem przydana jest nauka czytania i pisania języka polskiego, Królewiec 1551, drukarnia A. Augezdecki (przekł. polski: S. Murzynowski), fragm. dedykacji J. Seklucjana Zygmuntowi Augustowi przedr. W. Taszycki „Obrońcy języka polskiego. Wiek XV-XVIII”, Wrocław 1953, Biblioteka Narodowa, seria I, nr 146 (przedruk Nauki czytania i pisania odmiennej od dawniejszej, dołączonej do Katechizmu większego, por. Catechismus...)
- Testamentu Nowego część wtora a ostateczna, Królewiec 1552 (drukarnia A. Augezdecki)
- Testament Nowy zupełny, Królewiec 1553 (drukarnia A. Augezdecki), wyd. następne: Królewiec 1554; Królewiec 1555; unikat: Biblioteka Zamoyskich, obecnie: Biblioteka Narodowa, sygn. XVI. Qu. 218.
- G. Orszak Postylla polska domowa, Królewiec 1556, drukarnia A. Augezdecki
- Erazm z Rotterdamu Rycerstwo chrześciańskie a żywot duchowny, Królewiec 1558, drukarnia J. Daubmann (przekł. polski: W. Nowomiejski), przedmowę J. Seklucjana przedr. I. Warmiński Andrzej Samuel i Jan Seklucjan, Poznań 1906, s. 444–445
- Przygotowanie chrześciańskie ku śmierci a wyprawa do wiecznego żywota, Królewiec 1558, drukarnia J. Daubmann (przekł. polski: W. Nowomiejski)
- Modlitwy nabożne, których chrześciańscy ludzie i dziatki ich używać mają, Królewiec 1559, drukarnia J. Daubmann (przekł. polski: W. Nowomiejski); unikat: Biblioteka Czartoryskich
- W. Wannius Praktyka o mszy... co o niej, a jako rozumieć mamy, Królewiec 1559, drukarnia J. Daubmann (przekł. polski: W. Nowomiejski)
- Flinsbach Cunmannus Dzień sądny a skończenie tego świata, kiedy ma być, Królewiec brak roku wydania, drukarnia J. Daubmann (przekł. polski prawdopodobnie W. Nowomiejskiego); unikat; Biblioteka Czartoryskich

Seklucjanowi mylnie przypisywano autorstwo pism, których był tylko wydawcą lub nakładcą.

### Listy i materiały
- Do księcia Albrechta, dat.: 10 kwietnia 1549, 25 kwietnia 1556; od księcia Albrechta, dat. z Ragnety 21 kwietnia 1556; listy i pisma różne dotyczące m.in. J. Seklucjana, z lat 1551–1556; wyd. I. Warmiński Andrzej Samuel i Jan Seklucjan, Poznań 1906, s. 530–540
- Akta dotyczące sprawy sądowej, wytoczonej J. Seklucjanowi przez biskupa S. Branickiego za szerzenie nowinkarstwa, w lipcu 1543 (pozwy przez sąd; sprawozdania z rozpraw sądowych; odroczenie wyroku; przyrzeczenie rewokacji i niedotrzymanie go; pierwotna formuła abjuracji J. Seklucjana); dekret królewski przeciw J. Seklucjanowi, dat. z Wielowsi 10 października 1543; wyd. I. Warmiński Andrzej Samuel i Jan Seklucjan, Poznań 1906, s. 495–506
- Salvus conductus królewski, dany J. Seklucjanowi, dat. Piotrkowa 25 stycznia 1544, wyd. T. Wierzbowski Materiały do dziejów piśmiennictwa polskiego, t. 1, Warszawa 1900
- Historia desertae causae Johannis Seclutiani, powst. 1547 (tendencyjny opis zatargu J. Seklucjana z władzą kościelną w Poznaniu – pióra Fryderyka Staphylusa); wyd. I. Warmiński Andrzej Samuel i Jan Seklucjan, Poznań 1906, s. 519–529

### Zbiorowe edycje pism
- Jan Seklucjan, Wybór pism, Wydawnictwo Pojezierze, Olsztyn 1979 (226 s.)